# 2017年夏季世界大學運動會俄羅斯代表團
俄罗斯參加在中華民國臺北市舉行2017年夏季世界大學運動會。俄羅斯在該屆比賽派出347名運動員及169位助手，為本屆世大運第二大代表團，僅次於主辦國，其中13位是體育運動大師以及81位世界級選手。

## 參賽問題
- 俄羅斯深陷禁藥醜聞，而使田徑項目沒有俄羅斯參賽。同時2016年起，俄羅斯深受該問題所打擊下，失去在部分賽事的參賽權及主辦權（例如：失去世界雪車錦標賽主辦權，保留2018年國際足協世界盃、2019年冬季世界大學運動會主辦權），使這屆比賽之行產生陰影。同時在發生性可能性很低，甚至是根本不可能的情形下，仍然有反禁藥團體及與俄羅斯競爭的他國選手要求各項協會禁止俄羅斯參加體育賽事。

## 參賽項目

### 田徑
11名運動員原本要參加，但由於事實上俄羅斯在2017年世界田徑錦標賽中都以中立身分參賽，俄羅斯並沒有派出任何運動員參加這項運動。國際大學運動總會在剛才所提到的幾個問題並沒有解決。

## 外部連結
- Overview（页面存档备份，存于）